# Marco Zagrabinsky
Marco Zagrabinsky (Pseudonym Bonski, * 16. Juni 1971 in Würzburg) ist ein deutscher Cartoonist, Karikaturist und Illustrator.
Marco Zagrabinskys erste Veröffentlichungen erschienen 1994. In seinem Heimatblatt Main-Post veröffentlichte er bis 1996 wöchentlich die Comicstrips s’Rentnergspött und Die Sprüchbeutl. Es folgten weitere Publikationen in der Oldenburger Nordwest-Zeitung, im Main-Echo, im Eulenspiegel und in Unternehmenszeitungen. Daneben fertigt er auch private Karikaturen und entwirft Maskottchen und Logos für gewerbliche Kunden. 
2004 erschien Das Buch für Turnbeutelvergesser mit 92 eigenen Werken. Im Jahr 2008 illustrierte er das Buch von Klaus Hansen Der Neue.
Seit Februar 2013 veröffentlicht er wieder in der Main-Post. Wöchentlich erscheinen dort Bonski-Cartoons zu aktuellen Lokalthemen. 
Seine kurzen, prägnanten Panels erzählen auf knappste Weise Geschichten mit Witz, Sprach- und Bildspiel. Sarah Halfar beschreibt seinen Stil in Wie sich Geschichten wiederholen (Der Neue) so: „Die Figuren des Zeichners Bonski haben alle ein Buster-Keaton-Gesicht. Sie lachen nicht. Und wenn sie es versuchen, dann kommen unangenehme Grimassen und Fratzen heraus […]“
Bonski lebt mit seiner Familie in Karlstadt (Unterfranken).

## Werke
- Das Buch für Turnbeutelvergesser. Text und Zeichnungen von Bonski. Achterbahn, Kiel 2004, ISBN 3-89982-400-8.
- Der Neue. Autor: Klaus Hansen. Mit Cartoons von Bonski. Palabros de Cologne, Köln 2008, ISBN 978-3-9810559-0-0.